# Forêt de Montargis
La forêt de Montargis est une forêt domaniale française située sur le territoire de dix communes du département du Loiret (région Centre-Val de Loire), au nord-est de Montargis, dans la région naturelle du Gâtinais.

## Géographie
La forêt, d'une superficie de 4 100 hectares, s'étend sur le territoire de dix communes du Loiret : Paucourt (pour sa plus grande partie), Montargis, Châlette-sur-Loing, Cepoy, Griselles, Louzouer, La Chapelle-Saint-Sépulcre, La Selle-en-Hermoy, Ferrières-en-Gâtinais et Amilly.
Elle est traversée par les routes nationales 7 à l'ouest et 60 au sud ainsi que par la route départementale 815.

## Description
La forêt est essentiellement composée de chênes (50 %), l'autre moitié se partageant entre charmes, bouleaux, pins sylvestres et hêtres.
Le centre de la forêt comporte une clairière dans laquelle a été édifié le bourg du village de Paucourt qui héberge la maison de la forêt de l'agglomération montargoise.
La forêt comprend trois zones naturelles d'intérêt écologique, floristique et faunistique :
- la forêt de Montargis, de type 2 : hêtre, chênes, charmes et mares forestières[4] ;
- le secteur à myrtilles de la forêt de Montargis, de type 1, à Griselles : chênes, charmes et hêtres[5] ;
- le secteur d'intérêt mycologique de la forêt de Montargis, de type 1, à Châlette-sur-Loing et Paucourt : chênes et forte diversité mycologique[6].